# オハ! よ〜いどん
『オハ!よ〜いどん』は、NHK Eテレで2022年4月4日より放送されている朝の子供番組。
2021年度分をもって放送を終了した『シャキーン!』を踏襲した、朝の番組でもある。

## 概要
日本全国及び世界各国の子供達をリモートシステムで結び、朝の会（朝会や朝礼）を開き、一日や生活のスタートを切る番組。パイロット版として2021年3月18日と3月20日に『オハ!よ～いどん～みんなとつながる朝の会』を放送。同年9月3日9月10日の放送からオハぴょん役で水瀬いのりが声の出演、松丸亮吾、柴田英嗣がゲスト出演。『夜も オハ!よ〜いどん』のパイロット放送（#0）を行ったのは2022年3月28日で、上戸彩がゲスト出演した。又、同年の4月1日の7:20 - 7:30には、10分間本番組のPRが放送された。
レギュラー版は『シャキーン!』と同様に、午後の再放送の実施なく、午前のみ放送されているが、毎月最終水曜日のゴールデンタイム時間帯に特別編として『夜も オハ!よ〜いどん』が2023年度まで編成されていた。
2025年春より『The Wakey Show』が帯番組としてレギュラー化されることに伴い、本番組は土曜朝の週1回30分の番組としてリニューアルした。

## 出演
MC
- コージ園長（今田耕司）

体操のお兄さん
- よしお兄さん（小林よしひさ）

オハロー
- 声 - 西山宏太朗

オハぴょん
- 声 - 水瀬いのり

オハローとオハぴょんはアニメーションとして登場するが、『夜も オハ!よ〜いどん』では操り人形として登場する。また、『夜も オハ!よ〜いどん』ではコージ園長とよしお兄さんの衣装が異なる（2022年度のみ、2023年度からは朝と同一になる）。
たまよちゃん
- 吉原怜那

2023年度から『夜も オハ!よ〜いどん』のレギュラーとなった着ぐるみキャラクター。
声も操演も吉原が担当している。

### パイロット版
| 放送日         | テーマ                   | ゲスト       |
| -------------- | ------------------------ | ------------ |
| 2021年03月18日 | いま、いちばん好きなこと |              |
| 2021年03月20日 | わたしのごちそう         | 小林よしひさ |
| 2021年09月03日 | 家族になおしてほしいこと | 松丸亮吾     |
| 2021年09月10日 | じまんのペット           | 柴田英嗣     |
| 2021年12月17日 | いま困っていること       | フワちゃん   |
| 2021年12月24日 | わたしのおてつだい       | フワちゃん   |

### レギュラー放送
太字は『夜も オハ!よ〜いどん』の朝の会セレクションに出演したゲスト。
| 放送日                    | 朝の会 テーマ                          | ゲスト                     | 備考 |
| ------------------------- | -------------------------------------- | -------------------------- | --- |
| 2022年04月04日 - 04月06日 | わがやのルール                         | ハラミちゃん               | |
| 2022年04月11日 - 04月13日 | わたしのじまん                         | 村山輝星                   | |
| 2022年04月18日 - 04月20日 | 最近コレできた                         | ビビる大木                 | |
| 2022年04月25日 - 04月27日 | （再放送）                             |                            | それぞれ2021年9月10日、12月17日、2022年4月4日放送回。                                                          |
| 2022年05月02日 - 05月04日 | わたしのおやつ                         | 長谷川雅紀                 | |
| 2022年05月09日 - 05月11日 | ついやっちゃうこと                     | ギャル曽根                 | |
| 2022年05月16日 - 05月18日 | わたしのなやみ                         | 藤本美貴                   | |
| 2022年05月23日 - 05月25日 | （再放送）                             |                            | それぞれ2022年4月11日、4月18日、5月2日放送回。                                                                 |
| 2022年05月30日 - 06月01日 | わたしのヘアスタイル                   | 近藤千尋                   | |
| 2022年06月06日 - 06月08日 | わたしのおうち                         | はいだしょうこ             | |
| 2022年06月13日 - 06月15日 | これってわたしだけ?                    | 斎藤司                     | |
| 2022年06月20日 - 06月22日 | わたしのレシピ                         | あばれる君                 | |
| 2022年06月27日 - 06月29日 | （再放送）                             |                            | それぞれ2022年5月9日、5月17日、5月31日放送回。                                                                 |
| 2022年07月04日 - 07月06日 | コレにむちゅう                         | 近藤春菜                   | |
| 2022年07月11日 - 07月13日 | わたしの力作                           | 春日俊彰                   | |
| 2022年07月18日 - 07月20日 | わたしのコレクション                   | 山之内すず                 | |
| 2022年07月25日 - 07月27日 | （再放送）                             |                            | それぞれ2022年7月4日、7月18日、7月13日放送回。                                                                 |
| 2022年08月01日 - 08月03日 | こまっちゃうなぁ                       | 秋山竜次                   | |
| 2022年08月08日 - 08月10日 | （再放送）                             |                            | それぞれ2022年6月7日、6月13日、6月22日放送回。                                                                 |
| 2022年08月15日 - 08月17日 | （再放送）                             |                            | それぞれ2022年4月12日、4月19日、5月4日放送回。                                                                 |
| 2022年08月22日 - 08月24日 | わたしきづいちゃった                   | 滝沢カレン                 | |
| 2022年08月29日 - 08月31日 | わたしのあそび                         | 斉藤慎二                   | |
| 2022年09月05日 - 09月07日 | わたしのなつやすみ                     | 渡辺江里子                 | |
| 2022年09月12日 - 09月14日 | わたしの捨てられないモノ               | ケロポンズ                 | |
| 2022年09月19日 - 09月21日 | おじいちゃん、おばあちゃんのココが好き | JOY                        | |
| 2022年09月26日 - 09月28日 | いま がんばっていること                | 本田望結                   | |
| 2022年10月03日 - 10月05日 | わたしの宝物                           | 藤田ニコル                 | 10月4日放送分は北朝鮮のミサイル発射によるJアラートの発令によって、放送が中断されたため、10月24日に改めて放送。 |
| 2022年10月10日 - 10月12日 | ただいま研究中                         | 横山だいすけ               | |
| 2022年10月17日 - 10月19日 | とっておきの場所                       | ピコ太郎                   | |
| 2022年10月24日 - 10月26日 | （再放送）                             |                            | 放送されなかった2022年10月4日放送分と7月5日、7月13日放送回。                                                   |
| 2022年10月31日 - 11月02日 | わたしのあこがれ                       | みやぞん（ANZEN漫才）      | |
| 2022年11月07日 - 11月09日 | コレ知ってる?                          | 佐藤栞里                   | この回より、朝の会に参加する子供の数が5人となる。                                                              |
| 2022年11月14日 - 11月16日 | 家族にありがとう                       | 小野あつこ                 | |
| 2022年11月21日 - 11月23日 | わがやのあたりまえ                     | 生見愛瑠                   | |
| 2022年11月28日 - 11月30日 | （再放送）                             |                            | それぞれ2022年7月19日、8月3日、8月24日放送回。                                                                 |
| 2022年12月05日 - 12月07日 | あこがれのお仕事                       | 小島あやめ                 | |
| 2022年12月12日 - 12月14日 | わたしのリサイクルアート               | 上原りさ                   | |
| 2022年12月19日 - 12月21日 | わたしの大ニュース                     | 深澤辰哉（Snow Man）       | |
| 2022年12月26日 - 12月28日 | （再放送）                             |                            | それぞれ2022年8月29日、9月13日、9月7日放送回。                                                                 |
| 2023年01月09日 - 01月11日 | みんなに教えたいこと                   | ゆうちゃみ                 | |
| 2023年01月16日 - 01月18日 | おやすみの日の楽しみ                   | 堀田茜                     | |
| 2023年01月23日 - 01月25日 | かぞくで夢中                           | 王林                       | |
| 2023年01月30日 - 02月01日 | チョーきもちいい                       | 菊地亜美                   | |
| 2023年02月06日 - 02月08日 | マイブーム写真                         | 鈴木亜美                   | |
| 2023年02月13日 - 02月15日 | わたしの手作りおもちゃ                 | 大島美幸（森三中）         | |
| 2023年02月20日 - 02月22日 | コツコツがんばっています               | 小峠英二                   | |
| 2023年02月27日 - 03月01日 | （再放送）                             |                            | それぞれ2022年9月28日、10月5日、10月12日放送回。                                                               |
| 2023年03月06日 - 03月08日 | 外であそぶの大好き!                    | カミナリ                   | |
| 2023年3月13日 - 03月15日  | 家族なかよしのヒミツ                   | 髙橋ひかる                 | |
| 2023年03月20日 - 03月22日 | オハ!どんアワード                      | 滝沢カレン                 | |
| 2023年03月27日 - 03月29日 | （再放送）                             |                            | それぞれ2022年10月18日、11月1日、11月9日放送回。                                                               |
| 2023年04月03日 - 04月05日 | わたしのどハマりゲーム                 | 村山輝星                   | |
| 2023年04月10日 - 04月12日 | わたしの大好物                         | 渋谷凪咲                   | |
| 2023年04月17日 - 04月19日 | しあわせな時間                         | 大西流星（なにわ男子）     | |
| 2023年04月24日 - 04月27日 | 春のお楽しみ発表会                     | ぺこぱ                     | |
| 2023年05月01日 - 05月03日 | （再放送）                             |                            | それぞれ2022年11月14日、11月21日、12月7日放送回。                                                              |
| 2023年05月08日 - 05月10日 | ただいま特訓中!                        | ジェシー                   | |
| 2023年05月15日 - 05月17日 | おかあさん、ありがとう                 | てぃ先生                   | てぃ先生は『夜も オハ!よ〜いどん』がない週に放送されているハロー!ちびっこモンスターにレギュラー出演している。  |
| 2023年05月22日 - 05月24日 | わたしの手作りワールド                 | 中岡創一                   | |
| 2023年05月29日 - 05月31日 | （再放送）                             |                            | それぞれ2023年1月16日、1月24日、1月11日放送回。                                                                |
| 2023年06月05日 - 06月07日 | わたしのビッグチャレンジ               | 藤ヶ谷太輔                 | |
| 2023年06月12日            | 道路標識が好き                         | いとうあさこ               | この回より、テーマが日替わりとなる                                                                             |
| 2023年06月13日            | じまんの工作                           | いとうあさこ               | |
| 2023年06月14日            | わたしのお手伝い                       | いとうあさこ               | |
| 2023年06月19日            | 国語辞典で遊ぼう                       | あんり（ぼる塾）           | |
| 2023年06月20日            | かわいいメンダコ                       | あんり（ぼる塾）           | |
| 2023年06月21日            | 顔出しパネル・墨絵                     | あんり（ぼる塾）           | |
| 2023年06月26日 - 06月28日 | （再放送）                             |                            | それぞれ2023年1月11日、2月6日、1月30日放送回。                                                                 |
| 2023年07月03日            | ぼくの納豆の楽しみかた                 | 高山一実                   | |
| 2023年07月04日            | 古墳の楽しさ                           | 高山一実                   | |
| 2023年07月05日            | 雲のおもしろさ                         | 高山一実                   | |
| 2023年07月10日            | アジのおいしい食べ方                   | 関口メンディー             | |
| 2023年07月11日            | 大好きなウサギのひみつ                 | 関口メンディー             | |
| 2023年07月12日            | おしゃれスムージー                     | 関口メンディー             | |
| 2023年07月17日            | スパイダーハウスで遊ぼう               | 谷まりあ                   | |
| 2023年07月18日            | 水たまりのおもしろさ                   | 谷まりあ                   | |
| 2023年07月19日            | お麩がすごい                           | 谷まりあ                   | |
| 2023年07月24日 - 07月26日 | （再放送）                             |                            | それぞれ2023年3月6日、2月11日、2月14日放送回。                                                                 |
| 2023年07月31日            | 妖怪の魅力                             | 小島よしお                 | |
| 2023年08月01日            | カタツムリのすごさ                     | 小島よしお                 | |
| 2023年08月02日            | 寝ぐせで困ってます!                    | 小島よしお                 | |
| 2023年08月07日            | 生き物博物館                           | フワちゃん                 | |
| 2023年08月08日            | トランポリン                           | フワちゃん                 | |
| 2023年08月09日            | まちがいさがし                         | フワちゃん                 | |
| 2023年08月14日 - 08月16日 | （再放送）                             |                            | 2023年3月20日から3月22日のオハ!どんアワードを再放送。                                                          |
| 2023年08月21日            | ねぎまのおいしさ                       | 野呂佳代                   | |
| 2023年08月22日            | シャボン玉の楽しみ方                   | 野呂佳代                   | |
| 2023年08月23日            | じまんの朝ごはん                       | 野呂佳代                   | |
| 2023年08月28日            | 理想のみそしる                         | 吉村崇（平成ノブシコブシ） | |
| 2023年08月29日            | 空手を極めたい                         | 吉村崇（平成ノブシコブシ） | |
| 2023年08月30日            | こだわりのそば                         | 吉村崇（平成ノブシコブシ） | |
| 2023年09月04日            | 大好きなピクトグラム                   | 小倉優子                   | |
| 2023年09月05日            | こけしのかわいさ                       | 小倉優子                   | |
| 2023年09月06日            | オハどんをとことん楽しむ               | 小倉優子                   | |
| 2023年09月11日            | 細菌とウイルス                         | 藤本美貴                   | |
| 2023年09月12日            | ウズラがかわいい!                      | 藤本美貴                   | |
| 2023年09月13日            | ピーマンを好きになってほしい!          | 藤本美貴                   | |
| 2023年09月18日            | タマネギが目にしみない方法             | 森泉                       | |
| 2023年09月19日            | おしばいの練習                         | 森泉                       | |
| 2023年09月20日            | 手作り楽器                             | 森泉                       | |
| 2023年09月25日 - 09月27日 | （再放送）                             |                            | 2023年4月3日から4月5日の放送回。                                                                               |
| 2023年10月02日            | バルーンアート                         | 村重杏奈                   | |
| 2023年10月03日            | セミの抜けがら                         | 村重杏奈                   | |
| 2023年10月04日            | オリジナルかき氷                       | 村重杏奈                   | |
| 2023年10月09日            | 寝るまでのスケジュール                 | 村上佳菜子                 | |
| 2023年10月10日            | 色のいろいろ                           | 村上佳菜子                 | |
| 2023年10月11日            | 紙飛行機のおもしろさ                   | 村上佳菜子                 | |

### 夜も オハ!よ〜いどん
| 放送日          | テーマ                                                  | ゲスト                                 |
| --------------- | ------------------------------------------------------- | -------------------------------------- |
| 2022年03月28日  | 特別版                                                  | 上戸彩                                 |
| 2022年04月27日  | 4月スペシャル                                           | 山口もえ                               |
| 2022年05月25日  | 5月スペシャル                                           | 森泉                                   |
| 2022年06月29日  | 6月スペシャル                                           | 優香                                   |
| 2022年07月27日  | 7月スペシャル                                           | 前田敦子                               |
| 2022年08月31日  | 8月スペシャル                                           | SHELLY                                 |
| 2022年09月28日  | 9月スペシャル                                           | 矢田亜希子                             |
| 2022年010月26日 | 10月スペシャル                                          | 蛯原友里                               |
| 2022年011月30日 | 11月スペシャル                                          | 南明奈                                 |
| 2022年012月28日 | 12月スペシャル                                          | 田中理恵                               |
| 2023年01月25日  | 1月スペシャル                                           | 真木よう子                             |
| 2023年02月22日  | 2月スペシャル                                           | 乙葉                                   |
| 2023年03月29日  | 3月スペシャル                                           | 池田美優                               |
| 2023年04月26日  | こども調査「親のほめてあげたいところ」                  | 中村羽叶、藤原咲音、吉本凪沙           |
| 2023年05月31日  | こども調査「子どもってたいへんって思うこと」            | 藤原咲音、石塚七菜子、吉本凪沙         |
| 2023年06月28日  | こども調査「今まで生きてきて一番うれしかったこと」      | 石塚七菜子、中村羽叶、藤原咲音         |
| 2023年07月26日  | こども調査「あした大人になったらやりたいこと」          | ノナ・イヴァノフ、藤原咲音、吉本凪沙   |
| 2023年08月30日  | 夏休みスペシャル 「わが家のルール」                     |                                        |
| 2023年09月27日  | こども調査「おじいちゃん、おばあちゃんのココがすごい!」 | 石塚七菜子、ノナ・イヴァノフ、吉本凪沙 |

## 放送時間
パイロット版
- 2021年3月18日
  - 9:00 - 10:00
- 2021年3月20日
  - 1:35 - 1:45[注釈 2][5]
- 2021年9月3日
  - 6:40 - 6:50
- 2021年9月10日
  - 6:40 - 6:50
- 2021年12月17日
  - 6:40 - 6:50
- 2021年12月24日
  - 6:40 - 6:50

レギュラー放送
- 2022 - 2024年度
  - 月 - 水曜日 7:20 - 7:30
- 2025年度以降
  - 土曜日 7:00 - 7:30

夜も オハ!よ〜いどん
- 2022年3月28日
  - 18:55 - 19:25
- 2022 - 2023年度
  - 最終水曜日 19:25 - 19:55

## 主なコーナー

### メインコーナー
朝の会
本番組の冠コーナー。テーマに沿った話題をする。
よしお兄さんが選ぶオハどん!ベスト7
『夜も オハ!よ〜いどん』2022年度におけるメインコーナー。同じ月に放送された朝の会（再放送を除く）においてよしお兄さんが印象に残った回をランキング形式で紹介する。
こども調査
『夜も オハ!よ〜いどん』2023年度からのメインコーナー。さまざまなテーマで全国の小学1 - 3年生にアンケートをとり、結果をランキングクイズにして楽しく紹介する。6月より過去の成績に応じて出演者に星のバッジが付くようになった。

### 定番コーナー
オハどんたいそう
眠い体や頭をスッキリとさせる、小林よしひさが担当する体操。作詞・振り付け・歌唱:小林よしひさ、作曲:横山剣。番組では一緒に体操をする友達（団体）を募集しており、応募した幼稚園や保育園等の子供達がよしお兄さんと一緒に体操をする。
月曜日と火曜日は前記の幼稚園や保育園等で体操をし、水曜日はスタジオでコージ園長と体操をする。
2023年6月より『夜も オハ!よ〜いどん』においてもオハどんたいそう第二をスタジオで行う（歌詞がオハどんたいそうとは一部異なる）。

### ミニコーナー（サブコーナー）
一部のコーナーにおいて、アニメーションのコージ園長が登場することがあるが、このコージ園長の声は今田ではなく、矢野亜沙美が担当している。
おはようタイムトライアル
2人の子供が、朝起こされてから「おはよう」と言うまでのタイムの早さで競う。
タイマーの開始は親が子供を起こす行為（主に部屋の点灯、点灯済の場合は呼びかけから）をした時で、終了は子供が「おはよう」と言った時である。
映像の撮影は起こす人（親など）が行うが、声掛け以外で子供を起こそうとする行為（子供本人に直接触れるなど）は反則であり、実施するとペナルティとして30秒追加される。
子供によってはタイムが長いこともあるため、随所で早送りが行われることがある。
タイムの早い方が優勝となる。ただし「おはよう」と言っても二度寝をしてしまった場合は記録が無効となる。また挨拶せず外出するとコースアウト（記録なし）となる。この他違う挨拶をしてしまったり、親が起こすのを諦めた場合も失格となる。
ホメノビテングッド
何でも嫌になっちゃうイヤイヤテング（声 - 矢野亜沙美）がある嫌な事に対して、6人→5人の子供達がその嫌な事の良い所を挙げていくコーナー。
最初は0グッドで、良い所の内容によってイヤイヤテングの鼻が伸び（＋〇グッドと表現、〇に入る数だけグッド数が増加）、10（テン）グッドにするとクリアとなる。ただし嫌な事を思わせたり駄目な事、他でもできる事などはイヤイヤテングの鼻が縮む（〇バッドと表現、〇に入る数だけグッド数が減少）。
しりとりクエスト
子供達がしりとりのルールに沿って、家の中にある物を持ってくるコーナー
2チーム（各チーム3人ずつ）に分かれ、交互に物を出す（物を出せるのは1ゲームにつき1人1回）。物の文字数に応じて相手チームにダメージを与えることができ、より多くのダメージを与えたチームが勝利となる（同数の場合は引き分けとなる）
物の名前は正式名称以外も有効なため、しりとり成立のためや文字稼ぎとして別名で表現することがある
8文字以上の言葉を言うと「クリティカルヒット」となる。後に10文字以上に変更されている。
だるまさんがわ〜らった
子供達が協力してだるまさんを救うゲーム。子供6人→5人に対して質問（…といえば）が出されるので、全員が同じ答えを出すように挑む。
子供達は自分の書いた答えの特徴や答えを揃えるための発言の他、書いた内容に関する質問も可能なため、発言によって答えを揃えることが可能であるが、例えも含め答えを言うのは反則であり、言った場合はその答え以外で考える必要がある。
全員が同じ答え（同義（例：綿菓子と綿飴）は同じ答えとみなす）を出せば成功となり、だるまさんがだるま落としの要領で救出される。揃わなかった場合は別の質問でやり直すか翌日に持ち越される（水曜日で救出できなかった場合は救出失敗となる）。水曜日以外で救出された場合も、翌日行われることがある。
きわめろ!忍ポーズ
よし忍（小林）が日常の動作（イラストにはコージ園長が登場する）を元にしたポーズを10秒間行うコーナー。オハローまたはオハぴょんも登場する。
珍獣図鑑
隊員（子供）が投稿した写真にいるチンジューがどこにいるかを視聴者が探すコーナー（チンジューは実際の生き物ではなく、人工物である。最後によし隊長（小林）が、チンジューの役割（実際の役割）が紹介される）。
美食道場
美食田こうじ（今田）の弟子達（子供達3人）が食べている物を道場への入門希望者であるゲストが当てるコーナー。食べている物は弟子達の食レポから判断する（弟子達の食べているものは共通）。正解したゲストは見習いとして入門となる。
ヒラメキ!オトパーティー
DA-IMA（今田）がある音（日常で生じる音）を流すので、その音が何かを当てるコーナー。
子供3人が挑み、挙手制で回答する。正解はGOOD、不正解はBADと表現される。問題はレベル○と表示される（○には問題番号が入る）。
コーナーの最後にはパーティータイム！が行われる。
子供が音を出題し、DA-IMAと視聴者が正解を考えるパターンもある。
アンケート!センターだぁれ?
子供6人のうち1人が数字で答えるアンケートのお題を出し、残りの5人がアンケートに回答する。子供達の中で中央値の子供がセンターとなる（複数人センターになることもある）。このコーナーでは今田はMCコージとして登場する。
はじめてチャレンジ
子供が初めての内容に挑戦するコーナー。ナレーションやコージ園長によるコメントも入る。
おもしろ鉄道ダジャ列車
お客様（2人の子供）がお題を使った駄洒落を言い合い、3マス先のゴールを目指す（1つのお題につき1つずつ言い合うが、先行は各お題毎に挙手で決める）。
駄洒落は運転士（ゲスト）がかくてい（1マス進む）、とっきゅう（2マス進む）、つうかまち（進めない）の3つから判定する。
このコーナーでは今田は今田鉄道（車掌）として登場する。
ナゾトキぱっちりん
出題されるなぞなぞの答えを考えるコーナー。
子供6人が個人で挑戦し、分かったらフリップボードで回答（他の子供からは見えない）、コージ園長が正誤判断をする（回答が正解の場合、放送では隠される）。
時間経過するとヒントが出され、最後に正解が発表される。
後に、アニメーションのコージ園長が視聴者に出題する形式に変更された。
苦手克服ヒーローイマダー
苦手を克服するためのヒーローであるイマダー（今田）が、2人の子供の共通した嫌いな食べ物をイマダーの必殺技である味変エクスプロージョン（調理）によって味を変化させ、味変化させた食べ物を食することによって嫌いを克服させるコーナー。
子供が嫌いとする食べ物の嫌いな要素を聞き、料理の過程によって嫌いな要素を排除する。子供の感覚に影響されるため、克服に失敗することがある。
ひょうごのじかん
尾木せんせい（尾木直樹）進行のコーナー。標語コンクールの作品において、標語の一部分が抜けた状態となっているので、抜けている部分の正解をコージ園長と2人の子供が各々考える。後に、尾木先生は脱退、コージ園長が代役となった。回答者側は、コージ園長の代役としてゲストが登場するようになった。
三ツ星シェフアート
子供3人がシェフとなり、テーマとなった食材を基にしたアートを作成するコーナー。
子供各々が食材を基に作品を作り、ゲストが完成した作品を元にNo.1（三ツ星）シェフを決める。No.1シェフ決定後は各シェフ自作品を実食する。今田は支配人として登場。
即答ゲームオハどんロケット
宇宙旅行に行きたいコージ園長のためにロケットのエネルギーゲージを溜めるゲーム。
最初にお題のテーマが発表され、オハローまたはおはピョンが回答する子供に別のお題を言うので両方のお題に合う答えを言うゲーム。
子供は5人おり、1人2回ずつ答える（回答者は1回ずつ交代する）、1周するとスピードアップする。
ロケットは正解する度にエネルギーゲージが1ゲージ溜まり、10ゲージ分溜まるとクリアとなり、ロケットが発射される。
時間内に回答できないまたはお題に合わない答えだと失敗となり、翌日再挑戦となる（水曜日までに成功できなければ失敗となる）。
モーニング・ルーティン
1人の子供のモーニング・ルーティンを流すコーナー。
タイトルには子供の名前と、モーニング・ルーティンに該当する時間が表示される。
ミルクキングダム
牛乳を飲んだときに生じる白髭を評価するコーナー
使者（子供、男子は王子、女子は王女となっている）が牛乳を飲む映像が流れ（その際、使者の牛乳に関するメモが表示される）、その後の白髭（牛乳の跡）に関してミルク王（今田）と髭男爵がコメントする
3人とも牛乳入りのワイングラスを所持、ひぐち君は冒頭において別の物を持っていることがあり、それに対して山田ルイ53世が突っ込み、そのやりとりにミルク王が苦言するのが恒例となっている。
しりとりずし
子供2人がお客さんとなり、制限時間の30秒内に言葉を何個言えるかしりとり勝負。
1言葉1枚。（青い皿）魚の名前は1枚追加で2枚。（この際2枚は金の皿になる）
皿の数が多い方が勝利。
しりとりのため「ん」が付くか、既に言った言葉を言うとカウントがストップし、その時点の枚数でカウントされる。
おはなしかくれんぼ
オハローとオハぴょんの会話の中に、あるテーマの名前（2文字以上）が4つ隠れているので、それを見つけ出すコーナー。
シンクロねぞう
シンクロねぞうが好きなよしパオ（小林）が子供達のシンクロした寝相写真を紹介、写真はよしパオによって子供達の寝相に合わせて背景が変化（加工）される。
なんにんテンビン
ある物の重さがコージくん（25kg）何人分かを当てるコーナー。
朝の会セレクション
『夜も オハ!よ〜いどん』2023年度のコーナー。朝の会に出演したゲストが自身の出演した回において名シーンを紹介する。
たまよちゃんチャレンジ
『夜も オハ!よ〜いどん』2023年度のコーナー。成功すればクラスで人気者になれる難しい内容にたまよちゃんが挑戦する。

## スタッフ
- イラスト - きくちゆうき
- 制作協力 - イースト（旧イースト・ファクトリー）
- 制作 - NHKエデュケーショナル
- 製作・著作 - NHK